# Bundesstraße 443
Die Bundesstraße 443 (Abkürzung: B 443) ist eine Bundesstraße in Niedersachsen südöstlich von Hannover. Sie verläuft vollständig in der Region Hannover. Ihr südwestlicher Abschnitt verbindet die Städte Pattensen, Laatzen und Hannover, ihr nordöstlicher Abschnitt Sehnde, Lehrte und Burgdorf. Beide Abschnitte sind durch die Kreisstraße 148 verbunden. Sie dient auch als wichtiger Zubringer zum Messegelände Hannover. Ehemals führte sie ohne Unterbrechung von Pattensen bis Burgdorf.
Die B 443 verbindet in ihrem Verlauf folgende Fernverkehrsstraßen:
- B 3 bei Pattensen
- B 6 bei Laatzen-Rethen (damit auch Messeschnellweg)
- A 7 an der Gemeindegrenze Hannover/Sehnde bei Hannover-Wülferode und Sehnde-Wassel
- Der Abschnitt zwischen der A 7 und der B 65 in Sehnde wurde zur Kreisstraße 148 abgestuft.[1][2]
- B 65 in Sehnde
- A 2 bei Lehrte
- B 188 (bei Burgdorf)
- A 37 und B 3 indirekt über B 188 und K 120

## Planungen
Der Bundesverkehrswegeplan 2003 führt den Bau einer Ortsumgehung um Gestorf als „weiteren Bedarf“ auf; in diesem Zusammenhang sollte die B 443 von der B 3 bei Pattensen bis zur B 217 bei Springe verlängert werden. Per Februar 2016 war keine Realisierung in Sicht. Der Bundesverkehrswegeplan 2030 enthält diese Maßnahme nicht und bewertet indessen eine Ortsumgehung Koldingen als vordringlichen Bedarf.

## Geschichte
Durch Anordnung des Niedersächsischen Ministeriums für Wirtschaft und Verkehr vom 9. Januar 1962 wurde die Landstraße I. Ordnung Nr. 402 mit Wirkung zum 1. Januar 1962 zur B 443 aufgestuft.
Nachdem 2011 das Bundesministerium für Verkehr, Bau und Stadtentwicklung (BMVBS) und das Land Niedersachsen eine „Vereinbarung zur Abstufung von nicht mehr fernverkehrsrelevanten Bundesstraßen“ geschlossen hatten, verfügte 2016 die Niedersächsische Landesbehörde für Straßenbau und Verkehr die Abstufung des Abschnitts zwischen der A 7 und der B 65 zur Kreisstraße mit Wirkung ab 1. Januar 2017. Eine Klage der Region Hannover vor dem Verwaltungsgericht Hannover gegen die Abstufung und die damit verbundene Übertragung der Baulast auf die Region Hannover wurde 2019 abgewiesen. Begründet wurde dies unter anderem damit, dass der Abschnitt seine Netzfunktion als Bundesfernstraße durch den Lückenschluss der A 7 zwischen Hildesheim-Drispenstedt und Hannover-Kirchhorst im Sommer 1962 verloren habe.